# Mátyás király (néprajz)

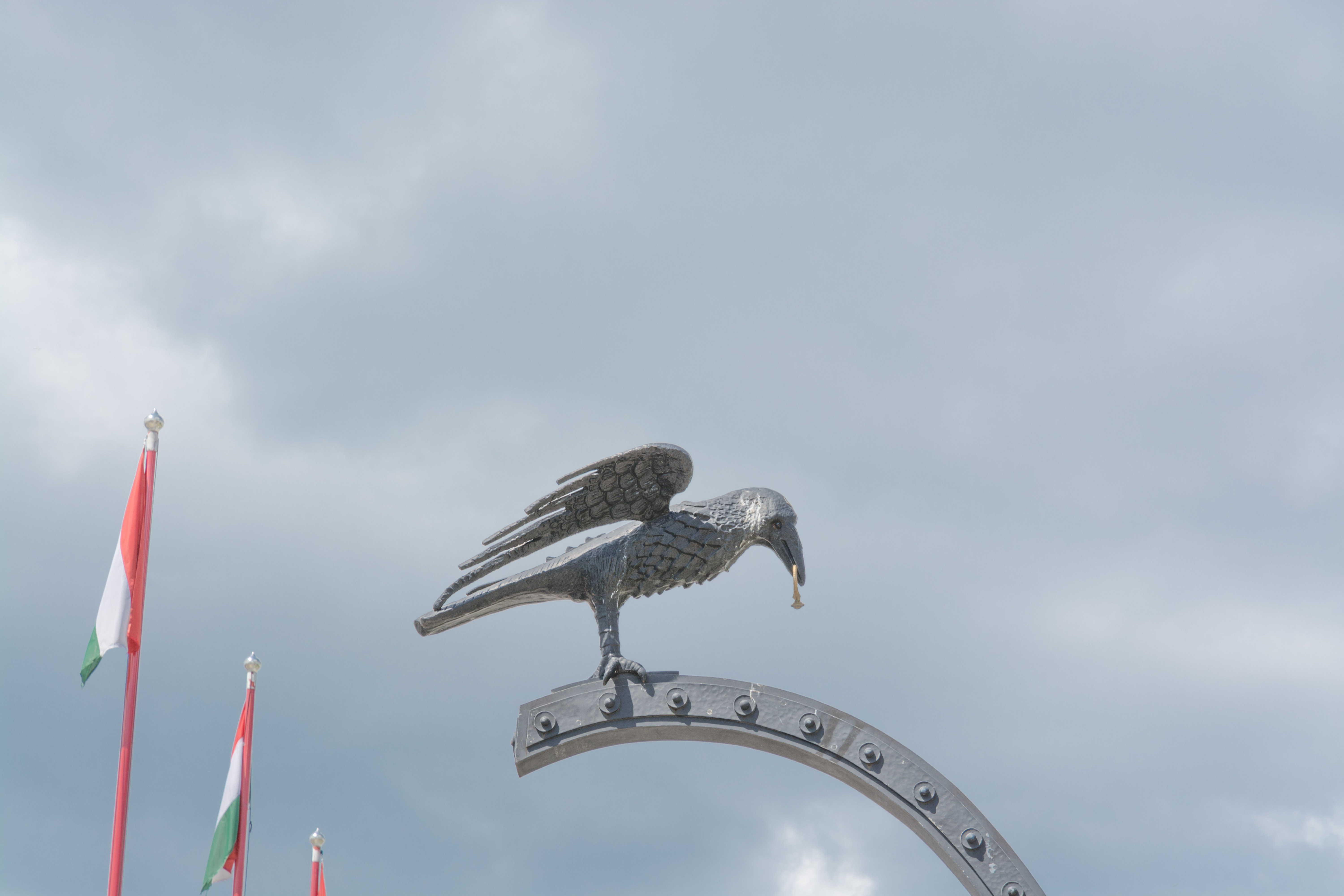
A középkori kolduskapu helyén kialakított Hollós-kapu részlete a Budai Várpalotában. Corvin Mátyás hollójáról elnevezett, kovácsoltvasból készített bejárat a budavári Palota A-épületének Krisztinaváros felé néző sarkán

Mátyás király („Mátyás, az igazságos”) a magyar és szomszédos népek néprajzának kiemelkedő szereplője. Az I. Mátyás magyar királyról mintázott népmesei hős ismert az egész magyar nyelvterületen, különösen a Csallóközben, Mátyusföldön, Gömörben és Bácskában.

## Mátyás király alakja

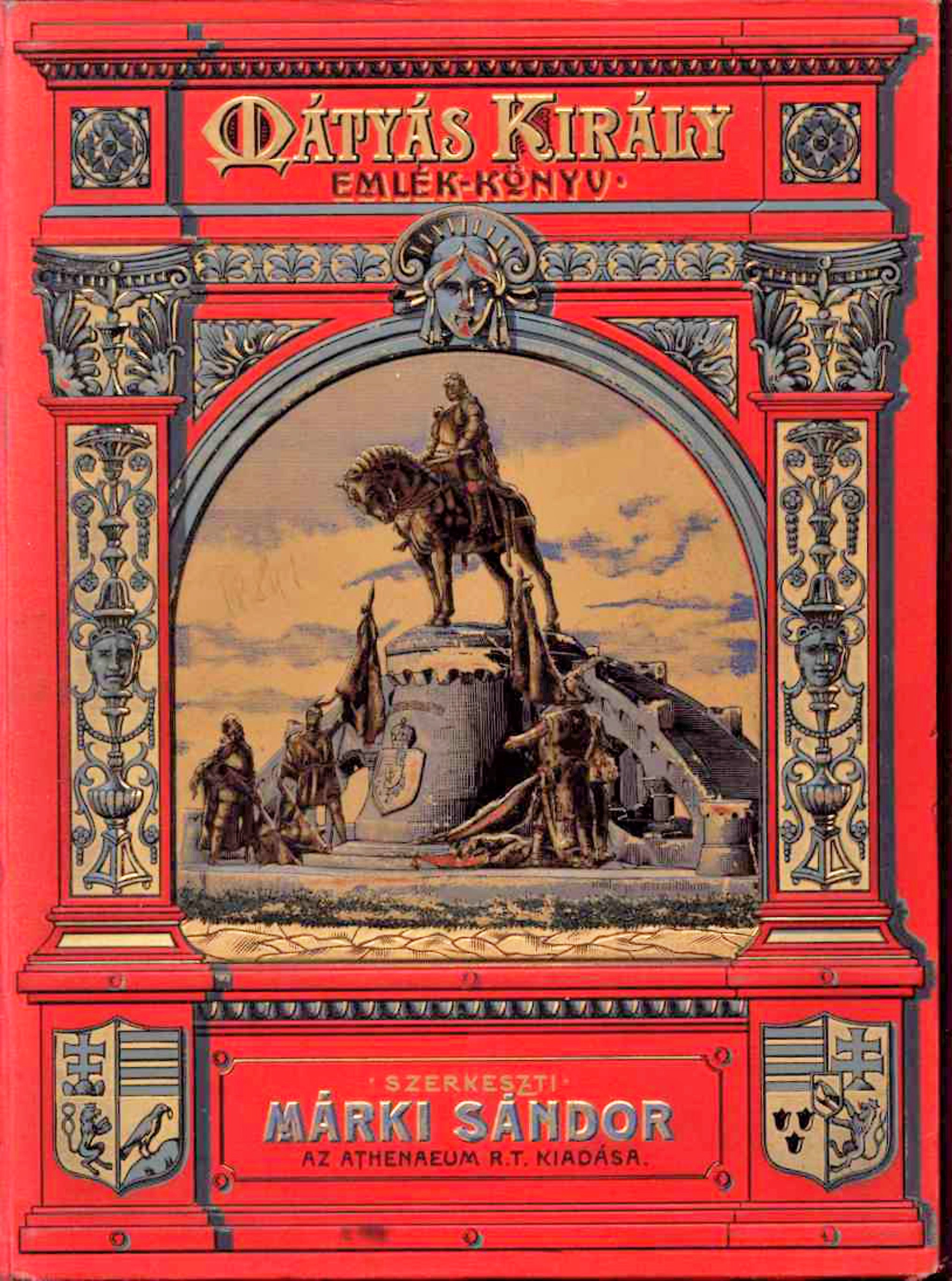
Mátyás király emlékkönyv kolozsvári szobrának leleplezése alkalmára

Pálosfalvi Tamás történész szerint "az igazságos Mátyás király az utókor róla kialakított képe. Azért született meg valószínűleg, mert Mátyás halála után nagyon gyorsan felbomlott az a politikai és társadalmi rend, amelyet ő erős kézzel összekovácsolt. Visszatekintve, az a valóban rendezett, de meglehetősen könyörtelen rend, amit működtetett, a zűrzavarral szemben mégiscsak jogbiztonságot sugárzott. Halála után hamar kezdték visszasírni őt, hisz a rendetlenségnél bármilyen rend jobb az emberek nézőpontjából. A társadalmi mobilitás főleg az uralkodása második felében vált jellemzővé. Igazából sosem szakított azzal a bárói renddel, amelyet ő örökölt, és mindig is megpróbált velük együttműködni, nem is sikertelenül, de uralmának második felében kétségtelenül van egy próbálkozás, hogy ha nem is a népből, de meglehetősen alacsony sorból emeljen fel tehetséges embereket. Ennek az egyik példája valóban Kinizsi Pál, aki nem volt molnárlegény – egy másik legendával is szegényebbek vagyunk tehát –, ő egy Abaúj megyei, szegény családból származó kisnemes volt."

### A nevéhez fűződő legendás elemek
A Sziléziai Krónika szerint Mátyás király a kezéről egy vadászat alatt levette gyűrűjét, és azt egy holló elragadta. Mátyás üldözte a madarat és visszaszerezte gyűrűjét, és ezen esemény emlékezetére választotta a hollót címerállatául.
A híres legenda szerint, amikor a fiatal Mátyás Prága városában fogságban volt, akkor édesanyja egy holló segítségével küldött neki levelet. (A történetet Arany János is feldolgozta a Mátyás anyja című balladájában, eredeti szövegemlékek alapján.) Ez a történet volt az oka annak is, hogy a Magyar Posta szimbóluma sokáig egy holló volt.
A mondák szerint Mátyás király bolondja különleges státusznak örvendett a királyi palotában, mert ő még a királynak is szabadon ellentmondhatott. Mátyás egyébként is szívesen és ügyesen vitatkozott, a véleménycsere fontosságát királyként is sokra becsülte. Viszont ha döntésre jutott, nem tűrt apellátát.
A legendák szerint Mátyás nagy szerelme Szép Ilona volt, aki a szerelmi bánatba halt bele. Az álruhás király megismerkedésükkor nem fedte fel előtte személyazonosságát. Amikor Ilona megtudta, hogy szerelme azonos a királlyal, belehalt a felismerésbe, mert reménytelennek gondolta közös jövőjüket.

### Mátyás király alakja a magyar népmesékben
Mátyásról halála után számos monda keletkezett. A mondáknak Mátyás király létezésén kívül nincs valóságalapjuk – legfeljebb egy kis részüknek, mint például a Mátyás király és Kinizsi Pál találkozásáról szóló monda egyes elemei. Gyakori motívumként jelenik meg, amint Mátyás egyszerű ruhába öltözve járja végig az országot, hogy közelebbről megismerje a szegények gondjait és orvosolja azokat, az önkényeskedő főurakat pedig megbüntesse.
A valóságban Mátyás királyt életében nem kedvelték. A sok háborúval ugyanis együtt jártak a hatalmas adók. 1490-ben bekövetkezett halála után azonban a nép sokszor visszasírta, ugyanis utóda, II. Ulászló nagyon gyenge kezű uralkodó volt, akinek uralma alatt a főurak szabadon garázdálkodhattak, mert nem volt aki megakadályozza törvénytelenségeiket.
Benczédi Székely István az 1558-as Világkrónikában már úgy említi Mátyás király alakját, mint akiről több történet terjed szájhagyomány útján. Tóth Béla A magyar anekdotakincs című gyűjteményében 1898-ban nyolcvan Mátyás királyhoz köthető mondát, anekdotát jegyzett fel. Számos Mátyás király-népmese szerepel Antti Amatus Aarne és Stith Thompson által 1928-ban, majd 1961-ben kiadott nemzetközi mesekatalógusban, valamint a Magyar népmese-katalógusban. A mondakört feldolgozza a 13 részes Mesék Mátyás királyról című, 1981–1982-ben ifj. Ujváry László rendezésében a Pannónia Filmstúdióban készült rajzfilmsorozat, valamint a Magyar népmesék című rajzfilmsorozat egyes részei. Majoros György verse is róla szól: Mátyás király és a nádudvari agyag meséje

### A Mátyás király motívum más nyelveken
A Magyar néprajzi lexikon.  szerint Mátyás király alakja több európai népnél is megjelenik, gazdag hagyományai vannak a rutén, szlovák, szlovén nyelvterületeken. A szlovén Kyffhäuser-mondatípust Mátyás király személyéhez kapcsolják. Hasonló népmesei hősként jelenik meg a németeknél Nagy Frigyes, a cseheknél II. József, a franciáknál IV. Henrik, a románoknál Nagy István moldvai fejedelem alakja.

### Mátyás király alakja a művészetben
Sajógömörön áll Az urakat megkapáltató Mátyás király szobra. Holló Barnabás alkotása – mely a királyt kapával a kezében ábrázolja – 1912-ben készült.

## Mátyás király-mesék listája
| címe                                                                                               | AaTh típusszám | MNK típusszám | MMk/Mnm epizód            |
| -------------------------------------------------------------------------------------------------- | -------------- | ------------- | ------------------------- |
| Mátyás király és Toldi                                                                             | 725            |               |                           |
| Az okos parasztleány                                                                               |                |               | Mnm                       |
| Az igazmondó juhász                                                                                |                |               | MMk 1.                    |
| A nyolc garas beosztása                                                                            | 921A           |               |                           |
| A legjobb barát és a legnagyobb ellenség                                                           | 921B           |               |                           |
| Szabad rabló, szabad gyilkos, szabad koldus                                                        | 921B*          |               |                           |
| Mátyás király meg a csillagász                                                                     | 921C           |               |                           |
| A megfejt bakkecskék (A három bakkecske)                                                           | 921F*          |               | MMk 7.                    |
| Huncut, (Eb,) aki meg nem eszi a kanalát!                                                          | 921G*          |               | Mnm                       |
| A cinkotai kántor                                                                                  | 922            |               | MMk 4.                    |
| A rest leány                                                                                       | 1370A*         |               |                           |
| A kakas felosztása                                                                                 | 1533           |               |                           |
| A kőleves                                                                                          | 1548           |               | Mnm                       |
| A visszafordulás                                                                                   | 1557           |               |                           |
| A megfelezett ütlegek                                                                              | 1610           |               | Mnm                       |
| A szegény és a gazdag ajándéka (A nagy tök és a négy ökör)                                         | 1689A          |               | MMk 11.                   |
| A fává vált kard                                                                                   | 1736A          |               |                           |
| Mátyás király lustái (Az ország három lustája)                                                     | 1950           |               | utalás MMk 1.-ben         |
| Mátyás király és az öregember (Messzi-e még a messzi?)                                             | 921?           | 921 I*a–b     | MMk 7.                    |
| Mátyás király és a fiatal bíró (A nekeresdi bíró)                                                  | 921?           | 921 II*       | MMk 12.                   |
| Mi van legtöbb a világon? (orvos)                                                                  | 921?           | 921 III*      |                           |
| Mátyás király és a kolozsvári bíró                                                                 | 921?           | 921 IV*       | MMk 5.                    |
| Egyszer volt Budán kutyavásár                                                                      | 921?           | 921 V*        | MMk 2.; utalás MMk 1.-ben |
| Mátyás király vendégségben (belenyúl a házigazda előtt a tálba)                                    | 921?           | 921 VI*       | utalás MMk 8.-ban         |
| A megtrágyázott lencse                                                                             | 921?           | 921 VII*      |                           |
| A zálogba tett mente (biblia) (Mátyás kovácsa)                                                     | 921?           | 921 VIII*     | MMk 10.                   |
| Mátyás király és a mutatványos (Furcsa látogatók)                                                  | 921?           | 921 IX*       | MMk 9.                    |
| Mátyás király vöröshagymát kapáltat (Mátyás király Gömörben; Az urakat megkapáltató Mátyás király) | 921?           | 921 X*        | MMk 6.                    |
| Mátyás király mint kerekes (szekeres)                                                              | 921?           | 921 XI*       |                           |
| Mátyás király és a kamarás (A névnapi jóslat)                                                      | 921?           | 921 XII*      | MMk 13.                   |
| A szegény ember földje az uraságé között volt                                                      | 921?           | 921 XIII*     |                           |
| Az urak meg a nádas                                                                                | 921?           | 921 XIV*      |                           |
| Vérré válik, mint barátban a lencse                                                                | 921?           | 921 XV*       |                           |
| Mátyás király kölest hord                                                                          | 921?           | 921 XVI*      |                           |
| Mátyás király napszámban                                                                           | 921?           | 921 XVII*     |                           |
| Mátyás király a szállásadó cigányoknál                                                             | 921?           | 921 XVIII*    |                           |
| Mátyás király Monokon (A gróf helyett inkább a szegény embernél száll meg)                         | 921?           | 921 XIX*      |                           |
| Mátyás király és a gyomorbajos püspök                                                              | 921?           | 921 XX*       |                           |
| Mióta kell az üres kocsinak a terhes szekér elől kitérni?                                          | 921?           | 921 XXI*      |                           |
| Az ingyen nem temető pap és Mátyás király                                                          | 921?           | 921 XXIIa*    |                           |
| Az ingyen nem keresztelő pap és Mátyás király                                                      | 921?           | 921 XXIIu*    |                           |
| Csóri csuka, nincsen mája!                                                                         | 921?           | 921 XXIII*    |                           |
| Az egy évig álló strázsa                                                                           | 921?           | 921 XXIV*     |                           |
| Mátyás ujja mint tengelyvégszeg                                                                    | 921?           | 921 XXV*      |                           |
| Egy font hús                                                                                       | 921?           | 921 XXVI*     |                           |
| A lánygyermek is örökölhesse apja vagyonát                                                         | 921?           | 921 XXVII*    |                           |
| Mátyás király és Király Mátyás                                                                     | 921?           | 921 XXVIII*   |                           |
| Hogyan osztotta be életét az öregember?                                                            | 921?           | 921 XXIX*     |                           |
| Mátyás király és Kinizsi Pál találkozása                                                           |                |               | MMk 8.                    |
| Beatrix királyné tréfája                                                                           |                |               | MMk 3.                    |